# Lilla Vårgöl
Lilla Vårgöl är en sjö i Uppvidinge kommun i Småland och ingår i Alsteråns huvudavrinningsområde.